# Diskografie Rihanny
Toto je diskografie barbadoské R&B zpěvačky Rihanny.

## Alba

### Studiová alba
| Rok  | Album                                                                | Nejvyšší umístění v hitparádě | Nejvyšší umístění v hitparádě | Nejvyšší umístění v hitparádě | Nejvyšší umístění v hitparádě | Nejvyšší umístění v hitparádě | Ocenění                                                                             |
| Rok  | Album                                                                | US 200                        | US R&B                        | UK                            | CAN                           | ČR                            | Ocenění                                                                             |
| ---- | -------------------------------------------------------------------- | ----------------------------- | ----------------------------- | ----------------------------- | ----------------------------- | ----------------------------- | ----------------------------------------------------------------------------------- |
| 2005 | Music of the Sun - Vydáno: 26. srpna 2005 - Vydavatel: Def Jam       | 10                            | 6                             | 35                            | 7                             | —                             | US: zlaté UK: zlaté CAN: platinové NZ: zlaté                                        |
| 2006 | A Girl Like Me - Vydáno: 19. dubna 2006 - Vydavatel: Def Jam         | 5                             | 2                             | 5                             | 1                             | 7                             | US: 2x platinové UK: 2x platinové CAN: 2x platinové AUS: platinové                  |
| 2007 | Good Girl Gone Bad - Vydáno: 30. května 2007 - Vydavatel: Def Jam    | 2                             | 3                             | 1                             | 1                             | 3                             | US: 6x platinové UK: 6x platinové CAN: 5x platinové AUS: 4x platinové NZ: platinové |
| 2009 | Rated R - Vydáno: 23. listopadu 2009 - Vydavatel: Def Jam            | 4                             | 1                             | 9                             | 5                             | 15                            | US: 2x platinové UK: 2x platinové CAN: platinové AUS: platinové                     |
| 2010 | Loud - Vydáno: 16. listopadu 2010 - Vydavatel: Def Jam               | 3                             | 1                             | 1                             | 1                             | 12                            | US: 3x platinové UK: 6x platinové CAN: 3x platinové AUS: 3x platinové NZ: platinové |
| 2011 | Talk That Talk - Vydáno: 21. listopadu 2011 - Vydavatel: Def Jam     | 3                             | 1                             | 1                             | 3                             | 16                            | US: 3x platinové UK: 3x platinové AUS: platinové NZ: platinové                      |
| 2012 | Unapologetic - Vydáno: 19. listopadu 2012 - Vydavatel: Def Jam       | 1                             | 1                             | 1                             | 1                             | 12                            | US: 3x platinové UK: 2x platinové CAN: platinové AUS: platinové NZ: zlaté           |
| 2016 | Anti - Vydáno: 28. ledna 2016 - Vydavatel: Westbury Road, Roc Nation | 1                             | 1                             | 7                             | 1                             | 5                             | US: 3x platinové CAN: zlaté UK: zlaté                                               |

### Kompilační alba
| Rok  | Album                                                                         | Nejvyšší umístění v hitparádě | Nejvyšší umístění v hitparádě | Ocenění |
| Rok  | Album                                                                         | US 200                        | US R&B                        | Ocenění |
| ---- | ----------------------------------------------------------------------------- | ----------------------------- | ----------------------------- | ------- |
| 2009 | Good Girl Gone Bad: The Remixes - Vydáno: 27. ledna 2009 - Vydavatel: Def Jam | 106                           | 59                            |         |
| 2009 | 3 CD Collector's Set - Vydáno: 15. prosince 2009 - Vydavatel: Def Jam         | –                             | 80                            |         |
| 2010 | Rated R: Remixed - Vydáno: 25. května 2010 - Vydavatel: Def Jam               | 158                           | 33                            |         |

## Singly

### Solo singly
| Rok                       | Název písně                                       | Pozice v mezinárodních žebříčcích | Pozice v mezinárodních žebříčcích | Pozice v mezinárodních žebříčcích | Pozice v mezinárodních žebříčcích | Pozice v mezinárodních žebříčcích | Pozice v mezinárodních žebříčcích | Ocenění                                          | Album              |
| Rok                       | Název písně                                       | US 100                            | US R&B                            | US Pop                            | CAN                               | UK                                | CZ                                | Ocenění                                          | Album              |
| ------------------------- | ------------------------------------------------- | --------------------------------- | --------------------------------- | --------------------------------- | --------------------------------- | --------------------------------- | --------------------------------- | ------------------------------------------------ | ------------------ |
| 2005                      | "Pon de Replay"                                   | 2                                 | 24                                | 2                                 | 3                                 | 2                                 | —                                 | US: 2x platinové UK: zlaté                       | Music of the Sun   |
| 2005                      | "If It's Lovin' that You Want"                    | 36                                | —                                 | 15                                | —                                 | 11                                | —                                 | US: zlaté                                        | Music of the Sun   |
| 2006                      | "SOS"                                             | 1                                 | —                                 | 1                                 | 1                                 | 11                                | —                                 | US: 2x platinové UK: zlaté                       | A Girl Like Me     |
| 2006                      | "Unfaithful"                                      | 6                                 | 18                                | 2                                 | 1                                 | 2                                 | 3                                 | US: 3x platinové UK: platinové                   | A Girl Like Me     |
| 2006                      | "Break It Off" (ft. Sean Paul)                    | 9                                 | —                                 | 6                                 | 19                                | —                                 | —                                 | US: zlaté                                        | A Girl Like Me     |
| 2007                      | "Umbrella" (ft. Jay-Z)                            | 1                                 | 4                                 | 2                                 | 1                                 | 1                                 | 2                                 | US: 6x platinové UK: platinové                   | Good Girl Gone Bad |
| 2007                      | "Shut Up and Drive"                               | 15                                | –                                 | 11                                | 7                                 | 5                                 | 28                                | US: 2x platinové UK: stříbrné                    | Good Girl Gone Bad |
| 2007                      | "Don't Stop the Music"                            | 3                                 | 74                                | 3                                 | 2                                 | 4                                 | 2                                 | US: 4x platinové UK: platinové                   | Good Girl Gone Bad |
| 2007                      | "Hate That I Love You" (ft. Ne-Yo)                | 7                                 | 20                                | 3                                 | 17                                | 15                                | 13                                | US: 2x platinové UK: stříbrné                    | Good Girl Gone Bad |
| 2008                      | "Take a Bow"                                      | 1                                 | 1                                 | 1                                 | 1                                 | 1                                 | 15                                | US: 4x platinové UK: platinové                   | Good Girl Gone Bad |
| 2008                      | "Disturbia"                                       | 1                                 | —                                 | 1                                 | 2                                 | 3                                 | 10                                | US: 6x platinové UK: platinové                   | Good Girl Gone Bad |
| 2008                      | "Rehab"                                           | 18                                | 52                                | 17                                | 19                                | 16                                | 25                                | US: 2x platinové UK: stříbrné                    | Good Girl Gone Bad |
| 2009                      | "Russian Roulette"                                | 9                                 | 49                                | 21                                | 9                                 | 2                                 | —                                 | US: 2x platinové UK: zlaté                       | Rated R            |
| 2009                      | "Hard" (ft. Young Jeezy)                          | 8                                 | 14                                | 9                                 | 9                                 | 42                                | —                                 | US: 2x platinové                                 | Rated R            |
| 2010                      | "Rude Boy"                                        | 1                                 | 2                                 | 1                                 | 7                                 | 2                                 | 4                                 | US: 5x platinové UK: platinové                   | Rated R            |
| 2010                      | "Rockstar 101" (ft. Slash)                        | 64                                | —                                 | —                                 | —                                 | —                                 | —                                 | US: platinové                                    | Rated R            |
| 2010                      | "Only Girl (In the World)"                        | 1                                 | —                                 | 1                                 | 1                                 | 1                                 | 4                                 | US: 6x platinové UK: 2x platinové                | Loud               |
| 2010                      | "What's My Name" (ft. Drake)                      | 1                                 | 2                                 | 4                                 | 5                                 | 1                                 | 36                                | US: 6x platinové UK: platinové                   | Loud               |
| 2011                      | "S&M"                                             | 1                                 | 59                                | 1                                 | 1                                 | 3                                 | 8                                 | US: 4x platinové UK: platinové                   | Loud               |
| 2011                      | "California King Bed"                             | 37                                | —                                 | 18                                | 20                                | 8                                 | 3                                 | US: 2x platinové UK: zlaté                       | Loud               |
| 2011                      | "Man Down"                                        | 59                                | 9                                 | —                                 | 63                                | 54                                | 19                                | US: 2x platinové UK: stříbrné                    | Loud               |
| 2011                      | "Cheers (Drink to That)"                          | 7                                 | 80                                | 11                                | 6                                 | 15                                | 50                                | US: 2x platinové UK: stříbrné                    | Loud               |
| 2011                      | "We Found Love" (ft. Calvin Harris)               | 1                                 | 58                                | 1                                 | 1                                 | 1                                 | 2                                 | US: 9x platinové UK: platinové                   | Talk That Talk     |
| 2011                      | "You Da One"                                      | 14                                | 60                                | 19                                | 12                                | 16                                | 34                                | US: 2x platinové UK: stříbrné                    | Talk That Talk     |
| 2012                      | "Talk That Talk" (ft. Jay-Z)                      | 31                                | 12                                | 26                                | 30                                | 25                                | —                                 | US: platinové UK: stříbrné                       | Talk That Talk     |
| 2012                      | "Birthday Cake" (ft. Chris Brown)                 | 24                                | 2                                 | —                                 | —                                 | —                                 | —                                 | US: platinové                                    | Talk That Talk     |
| 2012                      | "Where Have You Been"                             | 5                                 | 60                                | 3                                 | 5                                 | 6                                 | 5                                 | US: 4x platinové UK: platinové                   | Talk That Talk     |
| 2012                      | "Diamonds"                                        | 1                                 | 1                                 | 2                                 | 1                                 | 1                                 | 1                                 | US: 6x platinové UK: 2x platinové CAN: zlaté     | Unapologetic       |
| 2013                      | "Stay" (ft. Mikky Ekko)                           | 3                                 | —                                 | 1                                 | 1                                 | 4                                 | 1                                 | US: 7x platinové UK: platinové                   | Unapologetic       |
| 2013                      | "Pour It Up"                                      | 19                                | 6                                 | —                                 | 49                                | 70                                | 75                                | US: 2x platinové UK: stříbrné                    | Unapologetic       |
| 2013                      | "Right Now" (ft. David Guetta)                    | 50                                | —                                 | 17                                | 32                                | 36                                | —                                 | US: zlaté                                        | Unapologetic       |
| 2013                      | "What Now"                                        | 25                                | —                                 | 21                                | 27                                | 69                                | 29                                | US: platinové UK: stříbrné                       | Unapologetic       |
| 2015                      | "FourFiveSeconds" (s Kanye West a Paul McCartney) | 4                                 | 1                                 | —                                 | 3                                 | 3                                 | 2                                 | US: 3x platinové UK: platinové                   | —                  |
| 2015                      | "Bitch Better Have My Money"                      | 15                                | 5                                 | —                                 | 11                                | 27                                | 15                                | US: 2x platinové UK: zlaté                       | —                  |
| 2015                      | "American Oxygen"                                 | 78                                | —                                 | —                                 | 59                                | 71                                | —                                 |                                                  | —                  |
| 2016                      | "Work" (ft. Drake)                                | 1                                 | 1                                 | 8                                 | 1                                 | 2                                 | 69                                | US: 6x platinové CAN: zlaté UK: 2x platinové     | Anti               |
| 2016                      | "Needed Me"                                       | 7                                 | 2                                 | 20                                | 25                                | 38                                | —                                 | US: 5x platinové CAN: 2x platinové UK: platinové | Anti               |
| 2016                      | "Kiss It Better"                                  | 62                                | 21                                | 24                                | 54                                | 46                                | —                                 | US: platinové UK: stříbrné                       | Anti               |
| 2016                      | "Love on the Brain"                               | 5                                 | 3                                 | –                                 | 22                                | 175                               | –                                 | US: 3x platinové CAN: platinové UK: stříbrné     | Anti               |
| Celkem "number-one" hitů: | Celkem "number-one" hitů:                         | 11                                | 4                                 | 7                                 | 10                                | 6                                 | 2                                 |                                                  |                    |

### Další písně v hitparádách
| Rok  | Název písně                                             | Pozice v mezinárodních žebříčcích | Pozice v mezinárodních žebříčcích | Pozice v mezinárodních žebříčcích | Pozice v mezinárodních žebříčcích | Pozice v mezinárodních žebříčcích | Pozice v mezinárodních žebříčcích | Ocenění | Album              |
| Rok  | Název písně                                             | US 100                            | US R&B                            | US Pop                            | CAN                               | UK                                | CZ                                | Ocenění | Album              |
| ---- | ------------------------------------------------------- | --------------------------------- | --------------------------------- | --------------------------------- | --------------------------------- | --------------------------------- | --------------------------------- | ------- | ------------------ |
| 2010 | "Redemption Song"                                       | 81                                | –                                 | –                                 | 82                                | –                                 | –                                 |         | Hope For Haiti Now |
| 2010 | "Stranded (Haiti Mon Amour)" (s Jay-Z, Bono a The Edge) | 16                                | –                                 | –                                 | 6                                 | 41                                | –                                 |         | Hope For Haiti Now |
| 2012 | "Numb" (ft. Eminem)                                     | –                                 | 42                                | –                                 | 99                                | 92                                | –                                 |         | Unapologetic       |
| 2012 | "Loveeeeeee Song" (ft. Future)                          | 55                                | 14                                | –                                 | –                                 | 105                               | –                                 |         | Unapologetic       |
| 2012 | "Nobody's Business" (ft. Chris Brown)                   | –                                 | 39                                | –                                 | –                                 | 63                                | –                                 |         | Unapologetic       |
| 2012 | "Half of Me"                                            | –                                 | –                                 | –                                 | 96                                | 75                                | –                                 |         | Unapologetic       |
| 2016 | "Sex with Me"                                           | –                                 | 38                                | –                                 | –                                 | –                                 | –                                 |         | Anti               |
| 2016 | "Consideration" (ft. SZA)                               | –                                 | 38                                | –                                 | –                                 | 88                                | –                                 |         | Anti               |
| 2016 | "Desperado"                                             | –                                 | 39                                | –                                 | –                                 | 129                               | –                                 |         | Anti               |
| 2016 | "Yeah, I Said It"                                       | –                                 | 41                                | –                                 | –                                 | 187                               | –                                 |         | Anti               |

### Úspěšné hostující singly
- 2008 - Maroon 5 - "If I Never See Your Face Again" (ft. Rihanna)
- 2008 - T.I. - "Live Your Life" (ft. Rihanna)
- 2009 - Jay-Z - "Run This Town" (ft. Rihanna a Kanye West)
- 2010 - Eminem - "Love the Way You Lie" (ft. Rihanna)
- 2010 - David Guetta - "Who's That Chick?" (ft. Rihanna)
- 2011 - Kanye West - "All of the Lights" (ft. Rihanna)
- 2011 - Nicki Minaj - "Fly" (ft. Rihanna)
- 2012 - Coldplay - "Princess of China" (ft. Rihanna)
- 2012 - Drake - "Take Care" (ft. Rihanna)
- 2013 - Wale - "Bad" (Remix) (ft. Rihanna)
- 2013 - Eminem - "The Monster" (ft. Rihanna)
- 2014 - Shakira - "Can't Remember To Forget You" (ft. Rihanna)
- 2016 - Calvin Harris - "This Is What You Came For" (ft. Rihanna)
- 2016 - Kanye West - "Famous" (ft. Rihanna)
- 2016 - Drake - "Too Good" (ft. Rihanna)
- 2017 - Future - "Selfish" (ft. Rihanna)
- 2017 - DJ Khaled - "Wild Thoughts" (ft. Rihanna a Bryson Tiller)
- 2017 - Kendrick Lamar - "Loyalty" (ft. Rihanna)